# 투와이스 본
《투와이스 본》(이탈리아어: Venuto al mondo)은 2012년 공개된 영화이다.

## 출연

### 주연
- 페넬로페 크루즈
- 에밀 허쉬

### 조연
- 아드난 해스커빅
- 사데트 악소이
- 미라 풀란
- 피에트로 카스텔리토
- 제인 버킨
- 세르지오 카스텔리토
- 이사벨 아드리아니
- 브랑코 듀릭
- 비니시오 마치오니
- 소냐 베이노빅
- 후안 카를로스 벨리도
- 루나 미조빅
- 루카 드 피리포
- 브루노 아만도
- 에미나 무프틱
- 스벤 메드베섹
- 메디하 무스리오빅

## 기타
- 프로듀서: 세르지오 카스텔리토
- 공동제작: 알바로 오거스틴
- 공동제작: 지스라인 바로이스
- 공동제작: 페르난도 보베라
- 공동제작: 페넬로페 크루즈
- 공동제작: 사이먼 드 산티아고
- 공동제작: 제이미 오티즈 드 아르티나노
- 라인PD: 구이도 드 로렌티스
- 조감독: 알렉산드로 파스쿠쪼
- 미술: 프란체스코 프리게리
- 세트: 도나토 티엡포
- 시각효과: 스테파노 마리노니
- 의상: 소누 미쉬라
- 배역: 로라 무치노